# Mesochorus placitus
Mesochorus placitus là một loài tò vò trong họ Ichneumonidae.